# Laisierung (Buddhismus)
Laisierung, also die Aberkennung eines geistlichen Status, erfolgt im buddhistischen Mönchtum des Sangha durch Ausschluss aus dem Orden aufgrund von Fehlverhalten oder durch persönlichen Entschluss des Mönches oder der Nonne.
In der Patimokkha (Pali) bzw. Pratimoksha (Sanskrit) sind Mönchs- und Nonnenregeln dargelegt. Ein Mönch oder eine Nonne verlieren die Ordination, wenn sie eine der Vier Wurzelvergehen (vereinfacht gesagt: Töten, Stehlen, unreines Verhalten oder Lügen) begangen haben. Die Person kehrt durch den Fehltritt ipso facto („durch die Tatsache selbst“) in den Laienstatus zurück und darf in diesem Leben kein Mitglied des Ordens mehr werden.
Buddha gab aber auch die Erlaubnis, die Übungen als Mönch oder Nonne durch persönlichen Entschluss zu beenden. Sofern dies ordentlich vollzogen wurde, so wurde nach buddhistischer Lehre kein Fehler begangen. In diesem Fall kann die Person dem Orden später jederzeit wieder beitreten.